# Hilfskreuzer

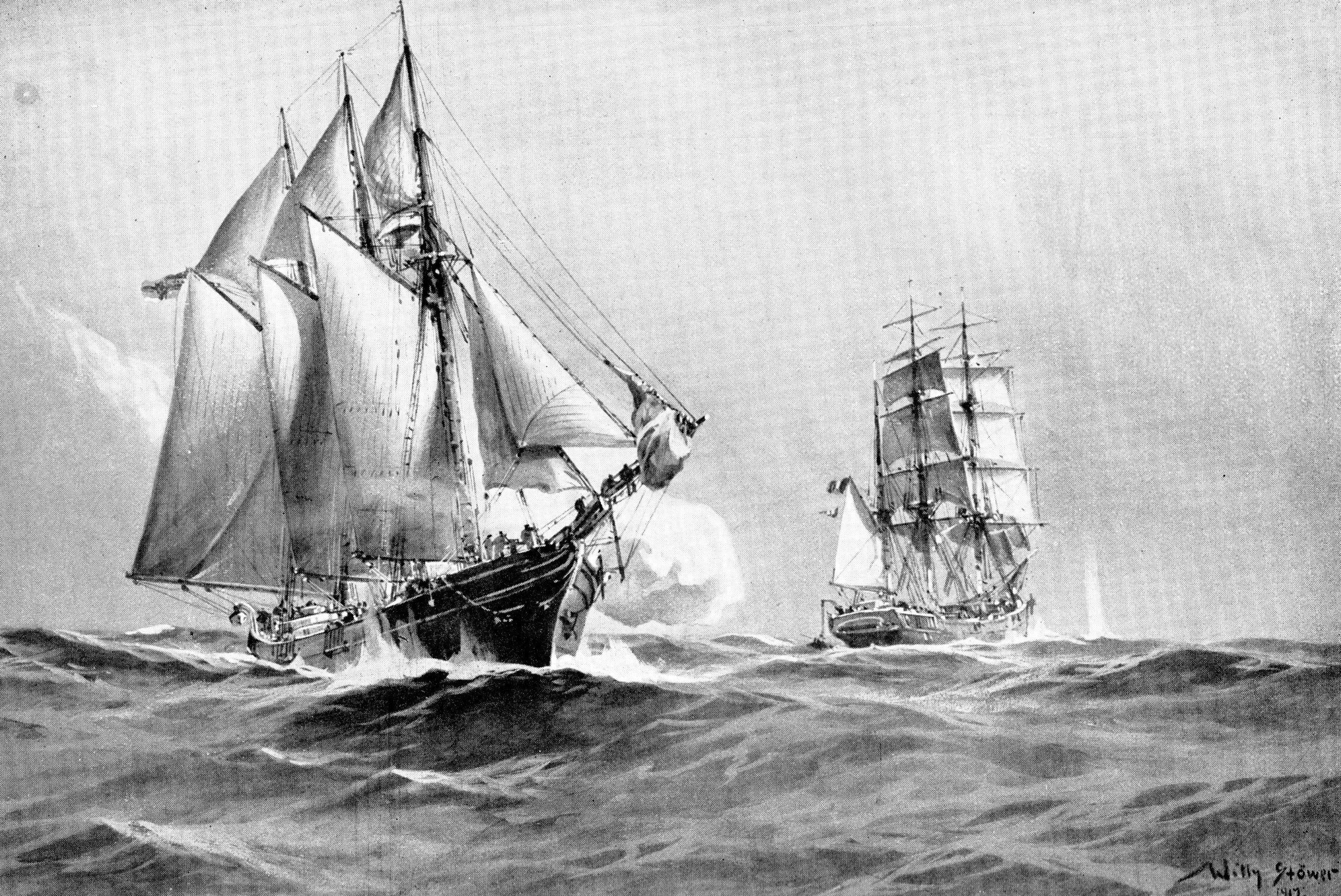
Der deutsche Hilfskreuzer SMS Seeadler bringt am 20. März 1917 vor der brasilianischen Küste die französische Bark Cambronne auf. Darstellung von Willy Stöwer

Hilfskreuzer waren umgerüstete, bewaffnete Handelsschiffe oder Passagierdampfer für den Handelskrieg. 

## Allgemeines
Zweck des Hilfskreuzer-Konzepts war es, durch Umrüstung von Handelsschiffen der Flotte eines Landes schnell und ohne großen Materialaufwand weitere Kriegsschiffe zur Verfügung zu stellen. Dieser Umbau bestand meistens lediglich aus dem Einbau mehrerer Geschütze sowie der dazugehörigen Feuerleitanlage. Größere Veränderungen, wie das Anbringen von Panzerung oder die Umgestaltung der inneren Struktur eines Handelsschiffs mit großen Frachträumen zum Kriegsschiff mit kleinen Räumen zur Schadensbegrenzung, wurden praktisch nicht durchgeführt, da sie zu zeitaufwendig gewesen wären und letztlich im Ernstfall nur einen geringen Nutzen gehabt hätten. Einem echten Kriegsschiff waren Hilfskreuzer ohnehin jederzeit an Kampfkraft und bis auf wenige Ausnahmen auch an Geschwindigkeit weit unterlegen.
Aus den Einschränkungen des Hilfskreuzers ergab sich auch sein Einsatzbereich. Er wurde meistens zu Aufgaben eingesetzt, bei denen die Gefahr eines Kontaktes mit feindlichen Flottenkräften relativ gering war, die Aufgabe kein vollwertiges Kriegsschiff erforderte oder diese in nicht ausreichender Zahl zur Verfügung standen. Die genaue Art des Einsatzes hing von den Aufgaben und der Strategie der Seestreitkräfte des jeweiligen Landes ab.
Abzugrenzen sind Hilfskreuzer vom Kaperschiff (englisch privateer; französisch corsaire), denn bei diesen handelte es sich im Regelfall um privat bewaffnete Schiffe, die nicht den offiziellen Marinestreitkräften eines Staates angehörten (die gleichwohl aber mit dessen Ermächtigung agierten, siehe Kaperbrief), während Hilfskreuzer Teil der offiziellen Marinestreitkräfte eines Landes waren beziehungsweise sind. Hinzu kommt, dass das Ausrüsten von Kaperschiffen seit der Pariser Seerechtsdeklaration von 1856 völkerrechtlich verboten ist.

## Geschichte
Hilfskreuzer gab es bereits zu Zeiten der Segelschiffe. Während des Sezessionskrieges in den Vereinigten Staaten (1861 bis 1865) setzten die konföderierten Südstaaten bewaffnete Handelsstörer gegen die Schifffahrt der Nordstaaten ein; eines der erfolgreichsten Schiffe hierbei war die Alabama unter Raphael Semmes, die mit 71 aufgebrachten Schiffen bis heute einer der erfolgreichsten Hilfskreuzer überhaupt ist. Weitere sehr erfolgreiche Handelsstörer der Konföderierten waren die Shenandoah (36 gekaperte Schiffe) und das Dampfschiff Tallahassee (29 gekaperte Schiffe). Die Erfolge dieser Schiffe im Handelskrieg reichten allerdings nicht aus, um die deutliche wirtschaftliche und industrielle Überlegenheit der Nordstaaten ausgleichen zu können. 

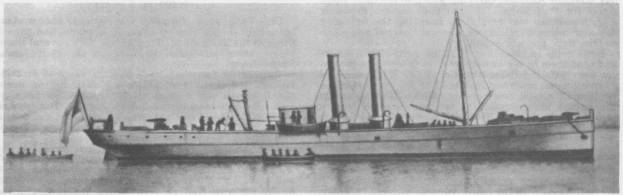
Der konföderierte Hilfskreuzer Tallahassee (um 1864).

Im Rahmen der Balkankrise erwarb die russische Marine im Mai 1878 drei Handelsschiffe – Hammonia, Holsatia und Thuringia (siehe Hammonia-Klasse) – im Deutschen Reich und stellte sie im Juni 1878 unter den Namen Moskwa, Rossija und St. Petersburg als bewaffnete Hilfskreuzer in Dienst. Die Absicht russischerseits war es, diese Schiffe im Falle eines Konfliktes mit dem Vereinigten Königreich auf den Weltmeeren gegen den britischen Seehandel einzusetzen. Die Krise konnte indessen durch den fast zeitgleich einberufenen Berliner Kongress beigelegt werden und die drei Dampfer wurden nachfolgend, ohne dass sie zum Einsatz gekommen wären, abgerüstet und später als zivile Handelsschiffe eingesetzt.  
Im Spanisch-Amerikanischen Krieg von 1898 setzten sowohl die United States Navy als auch die Armada Española Hilfskreuzer ein. So kamen auf amerikanischer Seite insgesamt neun Hilfskreuzer zum Einsatz, darunter auch die Yosemite. Auf spanischer Seite wurden mindestens drei Hilfskreuzer ausgerüstet, eines der größten Schiffe war der bewaffnete Passagierdampfer Patriota. Während die US-Schiffe allerdings nur wenige und kurze Gefechte bestritten und zumeist für Blockade- und Truppentransportaufgaben eingesetzt wurden, sahen die spanischen Schiffe keine Einsätze. Auch im Japanisch-Russischen Krieg (1904 bis 1905) kamen Hilfskreuzer zum Einsatz, darunter mindestens zehn japanische und neun russische Schiffe, wobei der russische Hilfskreuzer Ural 1905 in der Seeschlacht bei Tsushima versenkt wurde. 

### Während der Weltkriege
Zahlreiche Hilfskreuzer wurden im Ersten Weltkrieg von den kriegführenden Mächten eingesetzt. Bereits vor dem Konflikt hatten fast alle führenden Seemächte den Bau von größeren Passagierschiffen beziehungsweise von Schnelldampfern staatlich subventioniert, um selbige im Falle eines Kriegsausbruches rasch requirieren und bewaffnen zu können. In der Marine von Österreich-Ungarn wurden Hilfskreuzer als Auxiliarkreuzer bezeichnet.
In den beiden Weltkriegen setzte Großbritannien seine Hilfskreuzer zum Durchführen der Seeblockade gegen Deutschland ein, indem es sie die Zugänge der Nordsee patrouillieren und alle dort passierenden Handelsschiffe kontrollieren ließ. Zudem wurden im Kontext der sogenannten Northern Patrol, die im Seegebiet zwischen Schottland, Island und den Lofoten operierte, Hilfskreuzer zur Überwachung der Seewege eingesetzt; Ziel war es dabei, nach Möglichkeit deutsche Handelsschiffe und Blockadebrecher, die nach den deutschen Häfen zurückkehren wollten, aufzubringen. Für diese Aufgabe wurden zwar viele Schiffe benötigt, gleichzeitig aber keine echten Kriegsschiffe, da Handelsschiffe keine große Bedrohung darstellten und das Patrouillengebiet weit von den Basen der Deutschen Flotte entfernt war. Diese Aufgabe hätte ansonsten zahlreiche Kreuzer der Royal Navy gebunden und diese stark geschwächt. Eine weitere Aufgabe der britischen Hilfskreuzer war, vor allem in den Anfangsjahren des Zweiten Weltkrieges, der Geleitschutz von Konvois, um diesen ein Minimum an Sicherung zu geben, da für die zahlreichen Konvois anfangs nicht ausreichend Kriegsschiffe zur Verfügung standen und diese daher nur den wichtigsten Konvois, wie z. B. Truppentransporte, zugeteilt wurden.
Im Gegensatz zu den britischen wurden die deutschen Hilfskreuzer als Handelsstörer eingesetzt. Sie sollten unerkannt die britische Blockade durchfahren und dann britische Handelsschiffe fernab vom Kriegsgebiet angreifen, damit die Royal Navy Schiffe aus dem Kriegsgebiet abziehen und zum Schutz ihrer Konvois einsetzen musste.
Von der vorgesehenen Aufgabe des Hilfskreuzers hing auch die Auswahl der Schiffe ab, die zu Hilfskreuzern umgebaut wurden. Für Geleit- und Patrouillenaufgaben wurden auf alliierter Seite meistens große Passagierschiffe umgebaut, da diese über eine relativ große Geschwindigkeit verfügten, auf entsprechende Hafenkapazitäten zurückgreifen und die meisten anderen Handelsschiffe einholen konnten. Da diese Schiffe aber große Mengen von Kohle verbrauchten, waren sie für das deutsche Einsatzkonzept der Handelsstörer ungeeignet, da diese längere Zeit fernab der eigenen Basen operieren sollten. Für diese Aufgabe wählte man kleinere und langsamere Frachtschiffe, die ausreichend Lagerraum für Vorräte hatten, oder Segelschiffe (zum Teil auch motorisierte), die keinen (oder nur geringen) Bedarf an Treibstoff hatten.

Risszeichnung des deutschen Hilfskreuzers Komet (mit einem Bordflugzeug Arado Ar 196).

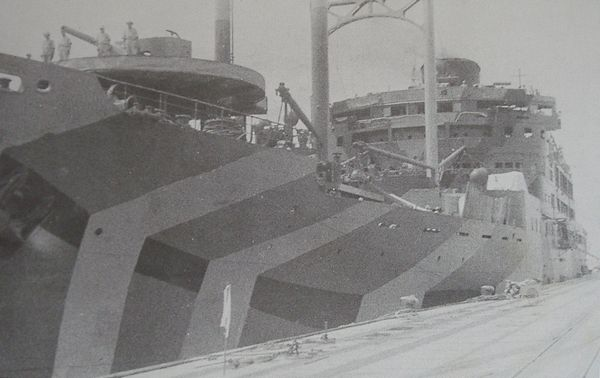
Der japanische Hilfskreuzer Hōkoku Maru im Hafen von Penang (Mai 1942).

Im Zweiten Weltkrieg wurden von der deutschen Kriegsmarine Hilfskreuzer als Handelsschutzkreuzer, später als Handelsstörkreuzer (HSK) bezeichnet. Das Deutsche Reich rüstete im Zweiten Weltkrieg elf, Großbritannien 56, Italien 37, Japan 14 und Frankreich elf Hilfskreuzer aus.
Die Bewaffnung der Hilfskreuzer bestand meist aus mehreren Geschützen verschiedener Kaliber und Torpedorohren. Mitgeführt wurden mitunter auch bis zu zwei Wasserflugzeuge mit Schwimmern zu Aufklärungszwecken, Minen und leichte Schnellboote, die zum Legen von Minen oder zum Abschuss von Torpedos vorgesehen waren. Die deutschen HSK der Kriegsmarine wurden in Schwere Hilfskreuzer (ab 7.000 BRT) und Leichte Hilfskreuzer (max. 5.000 BRT) eingeteilt. Es wurden im Zweiten Weltkrieg auf deutscher Seite ausnahmslos ehemalige Schnell- oder Kühlfrachter mit leistungsfähigem Dampfturbinen- oder Dieselantrieb verwendet. Sie waren mit bis zu sechs Geschützen Kaliber 15 cm, leichterer Artillerie (Kanonen bis 10,5 cm), einigen Flugabwehrkanonen und bis zu sechs Torpedoausstoßrohren bewaffnet. 
In geringem Umfang setzte im Zweiten Weltkrieg auch die Kaiserlich Japanische Marine Hilfskreuzer als Handelsstörer ein, so etwa die beiden mit je acht 14-cm-Geschützen vergleichsweise schwer bewaffneten, umgebauten Kombifrachter Hōkoku Maru und Aikoku Maru, die 1941/42 insgesamt fünf alliierte Handelsschiffe mit rund 31.000 BRT aufbringen konnten. Nachdem die Hōkoku Maru am 11. November 1942 bei einem Gefecht gegen eine indische Korvette im Indischen Ozean versenkt worden war und nachdem sich die Kriegslage für Japan zunehmend verschlechterte, wurden fast alle Hilfskreuzer im Laufe des Jahres 1943 wieder umgebaut und fast nur mehr in der Rolle als Versorgungs- und Transportschiffe eingesetzt. Fast alle Schiffe gingen in den Jahren 1943 und 1944 verloren.